# Labruguière
Ne doit pas être confondu avec Labruguière-Bézacoul.
Labruguière est une commune française, située dans le département du Tarn, en région Occitanie. La ville de Labruguière se situe au pied de la Montagne Noire (un massif montagneux constituant le rebord méridional du massif central).
Dans sa globalité Labruguière est une commune essentiellement rurale qui compte 6 567 habitants en 2022. La ville de Labruguière fait partie de l'aire d'attraction de Castres. Les habitants de Labruguière sont appelés les Labruguiérois et les Labruguiéroises.
La ville de Labruguière est membre de la  Communauté d'Agglomération Castres-Mazamet qui compte 80 000 habitants environ (sachant qu'en réalité le Bassin-de-vie de Castres-Mazamet compte un peu plus de 100 000 habitants).
Située dans le sud du Tarn, la ville de Labruguière est exposée à un climat océanique altéré, elle est drainée par le Thoré, la Rougeanne, l'Orbiel, le Ruisseau du Bernazobre, la rivière Clause, le ruisseau d'Aupillac, le ruisseau de la Resse, le ruisseau de Montibont, le ruisseau des Bruzes, le ruisseau des Gaux, le ruisseau du Mouscaillou et par divers autres petits cours d'eau. Incluse dans le parc naturel régional du Haut-Languedoc, la commune possède un patrimoine naturel remarquable : un site Natura 2000 (le « causse de Caucalières et Labruguière ») et quatre zones naturelles d'intérêt écologique, faunistique et floristique.

## Géographie

### Localisation
La ville de Labruguière se situe dans le sud du département du Tarn, au cœur de la région Occitanie, et au pied de la Montagne Noire. Labruguière est traversée par la rivière du Thoré. Elle est à 75 km à l'est de Toulouse (chef-lieu régional), et à 7 km au sud de Castres (sous-préfecture du département). Elle est limitrophe du département de l'Aude.

### Communes limitrophes
Les communes limitrophes sont Cuxac-Cabardès, Laprade, Les Martys, Aiguefonde, Castres, Caucalières, Escoussens, Lagarrigue, Mazamet, Navès et Saint-Affrique-les-Montagnes.
| Navès, Saint-Affrique-les-Montagnes | Castres               | Lagarrigue (par un quadripoint), Caucalières |
| Escoussens                          | Labruguière           | Aiguefonde                                   |
| Laprade (Aude)                      | Cuxac-Cabardès (Aude) | Mazamet, Les Martys (Aude)                   |

### Géologie et relief
La ville de Labruguière se situe au pied du versant septentrional de la Montagne Noire (dernier relief sud du Massif central). Le vieux noyau villageois est construit sur la rive gauche du Thoré à proximité d'un gué. La rivière constitue la frontière entre le plateau calcaire du causse (altitude maximum à l'est de 277 m) et les terrains primaires de la Montagne Noire. Cette dernière est un massif ancien rehaussé lors de l'orogenèse pyrénéenne qui en a fait un gradin de failles. L'altitude est relativement importante (regard de plus de 800 m) par rapport au versant sud qui se présente en pente inclinée.
Cette situation a permis au vieux village de se développer depuis le Xe siècle, date de la première mention dans les archives (985, sous le nom de Bruguiera. Le site de la ville présente de nombreux avantages : le méandre du Thoré assure au premier noyau urbain une position surélevée permettant de surveiller le gué, constituant une défense naturelle et de se situer sur un carrefour de voies nord-sud (Castres - Carcassonne) et est-ouest (Mazamet-le Lauragais).
Au contact de plusieurs domaines géologiques, la commune propose des paysages très divers. Pays de montagne très boisé, châtaigniers, hêtres, chênes, conifères, la Montagne Noire offre à Labuguière les forêts de Fontbruno et de la Galaube. Le paysage de relief hercynien, érodé, présente des sols métamorphiques (schistes, granit, gneiss...). L'altitude qui s'élève à plus de 1 000 m permet de voir un étagement de la végétation.
Au nord-est de la commune, le causse, entaillé profondément par la rivière Thoré (falaises), présente des paysages plus méditerranéens : des formes de garrigues côtoient des chênes verts et des buis, dont la légende populaire prétend qu'ils ont été plantés par Jules César lui-même.
L'Ouest présente des paysages plus doux et plus ouverts qui se rapprochent de ceux du Lauragais : collines ondulées le long du Thoré.

### Hydrographie

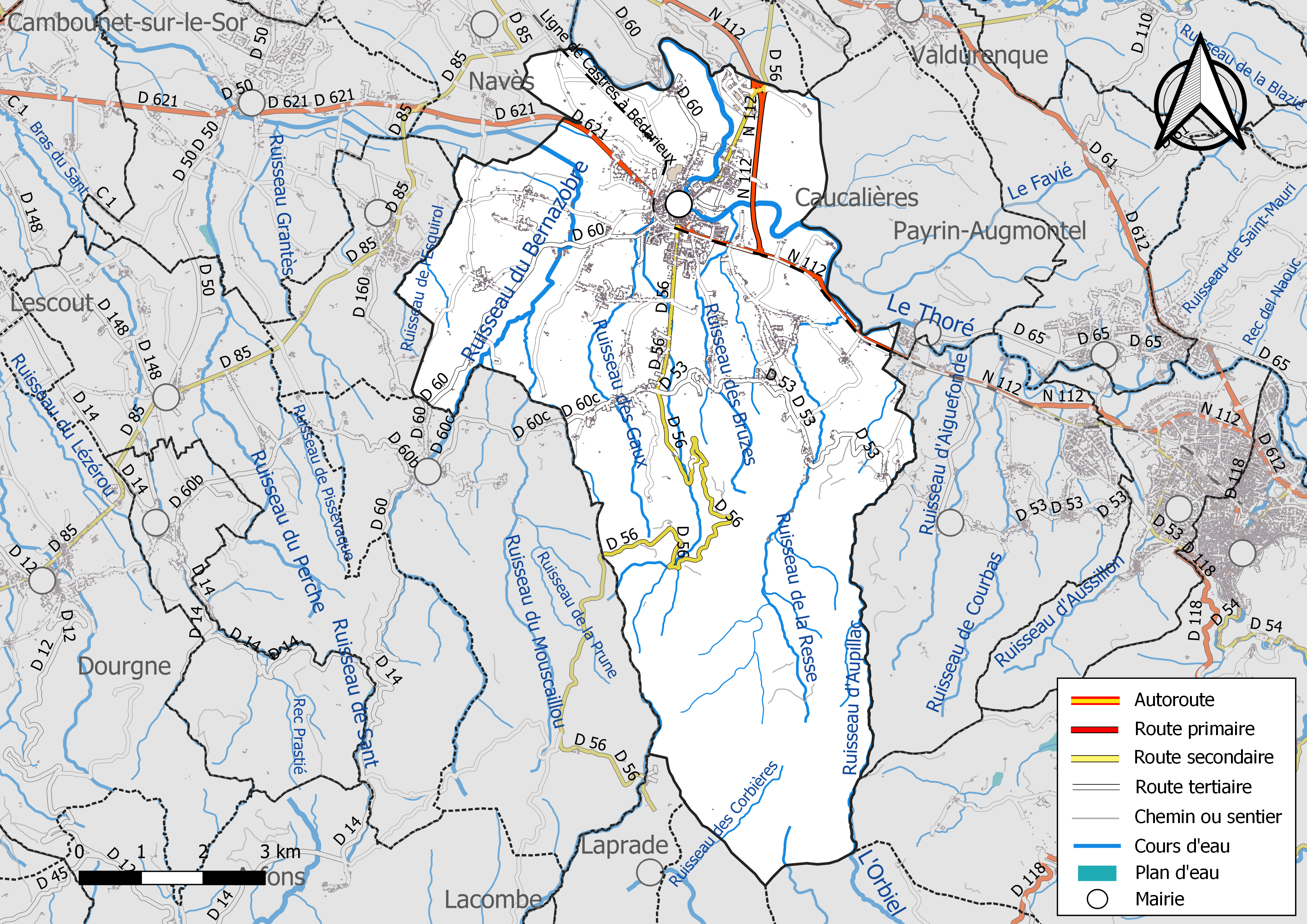
Réseaux hydrographique et routier de Labruguière.

La commune est dans le bassin de la Garonne, au sein du bassin hydrographique Adour-Garonne. Elle est drainée par le Thoré, la Rougeanne, l'Orbiel, le ruisseau du Bernazobre, le ruisseau d'Aupillac, le ruisseau de la Resse, le ruisseau de Montibont, le ruisseau des Bruzes, le ruisseau des Gaux, le ruisseau du Mouscaillou, le ruisseau de l'Esquirol, le ruisseau des Corbières, le ruisseau du Bernazobre (2,05 km) et par divers petits cours d'eau, qui constituent un réseau hydrographique de 72 km de longueur totale,.
Le Thoré, d'une longueur totale de 61,6 km, prend sa source dans la commune de Rieussec et s'écoule d'est en ouest. Il traverse la commune et se jette dans l'Agout à Navès, après avoir traversé 20 communes.
La Rougeanne, d'une longueur totale de 33,5 km, prend sa source dans la commune d'Escoussens et s'écoule vers le sud. Elle traverse la commune et se jette dans le Fresquel à Pezens, après avoir traversé 10 communes.
L'Orbiel, d'une longueur totale de 40,9 km, prend sa source dans la commune de Mazamet et s'écoule vers le sud. Il traverse la commune et se jette dans l'Aude à Trèbes, après avoir traversé 14 communes.
Le ruisseau du Bernazobre, d'une longueur totale de 24,9 km, prend sa source dans la commune d'Escoussens et s'écoule vers le nord puis se réoriente vers l'ouest. Il traverse la commune et se jette dans le Sor à Cambounet-sur-le-Sor, après avoir traversé 8 communes.

### Climat
Pour des articles plus généraux, voir Climat de l'Occitanie et Climat du Tarn.
En 2010, le climat de la commune est de type climat du Bassin du Sud-Ouest, selon une étude du Centre national de la recherche scientifique s'appuyant sur une série de données couvrant la période 1971-2000. En 2020, Météo-France publie une typologie des climats de la France métropolitaine dans laquelle la commune est exposée à un climat océanique altéré et est dans la région climatique Aquitaine, Gascogne, caractérisée par une pluviométrie abondante au printemps, modérée en automne, un faible ensoleillement au printemps, un été chaud (19,5 °C), des vents faibles, des brouillards fréquents en automne et en hiver et des orages fréquents en été (15 à 20 jours).
Pour la période 1971-2000, la température annuelle moyenne est de 13,5 °C, avec une amplitude thermique annuelle de 15,9 °C. Le cumul annuel moyen de précipitations est de 813 mm, avec 9 jours de précipitations en janvier et 5,3 jours en juillet. Pour la période 1991-2020, la température moyenne annuelle observée sur la station météorologique de Météo-France la plus proche, « Mazamet », sur la commune de Mazamet à 10 km à vol d'oiseau, est de 11,4 °C et le cumul annuel moyen de précipitations est de 1 179,1 mm. 
La température maximale relevée sur cette station est de 37,8 °C, atteinte le 26 août 2010 ; la température minimale est de −21,5 °C, atteinte le 16 janvier 1985,,.
Les paramètres climatiques de la commune ont été estimés pour le milieu du siècle (2041-2070) selon différents scénarios d'émission de gaz à effet de serre à partir des nouvelles projections climatiques de référence DRIAS-2020. Ils sont consultables sur un site dédié publié par Météo-France en novembre 2022.

### Milieux naturels et biodiversité

#### Espaces protégés
La protection réglementaire est le mode d’intervention le plus fort pour préserver des espaces naturels remarquables et leur biodiversité associée,.
La commune fait partie du parc naturel régional du Haut-Languedoc, créé en 1973 et d'une superficie de 307 184 ha, qui s'étend sur 118 communes et deux départements. Implanté de part et d’autre de la ligne de partage des eaux entre Océan Atlantique et mer Méditerranée, ce territoire est un véritable balcon dominant les plaines viticoles du Languedoc et les étendues céréalières du Lauragais,

#### Réseau Natura 2000

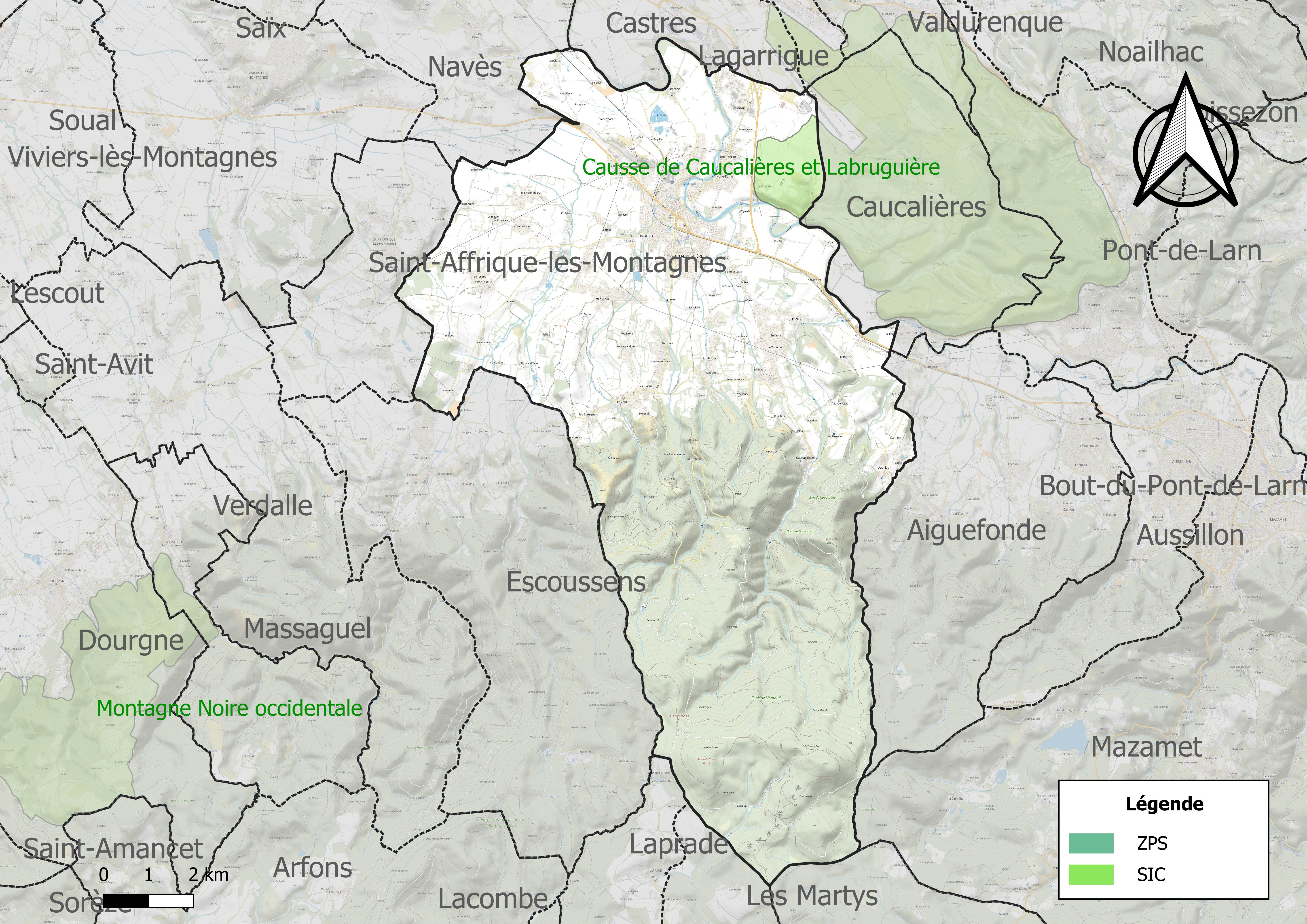
Site Natura 2000 sur le territoire communal.

Le réseau Natura 2000 est un réseau écologique européen de sites naturels d'intérêt écologique élaboré à partir des directives habitats et oiseaux, constitué de zones spéciales de conservation (ZSC) et de zones de protection spéciale (ZPS).
Un site Natura 2000 a été défini sur la commune au titre de la directive habitats : le « causse de Caucalières et Labruguière », d'une superficie de 2 001 ha, un plateau sédimentaire calcaire de plaine (calcaire d'origine lacustre), site exceptionnel pour le Tarn. Il s'agit d'un site à orchidées (de pelouses sèches à humides) tout à fait remarquable. La présence du Lézard ocellé est en outre mentionnée.

#### Zones naturelles d'intérêt écologique, faunistique et floristique
L’inventaire des zones naturelles d'intérêt écologique, faunistique et floristique (ZNIEFF) a pour objectif de réaliser une couverture des zones les plus intéressantes sur le plan écologique, essentiellement dans la perspective d’améliorer la connaissance du patrimoine naturel national et de fournir aux différents décideurs un outil d’aide à la prise en compte de l’environnement dans l’aménagement du territoire.
Trois ZNIEFF de type 1 sont recensées sur la commune :
- le « causse de Caucalières - Labruguière » (2 478 ha), couvrant 7 communes du département[23] ;
- la « forêt de Montaud » (1 977 ha), couvrant 3 communes du département[24] ;
- les « forêts d'Hautaniboul, de Cayroulet et du Pas du Sant » (3 742 ha), couvrant 7 communes dont une dans l'Aude et six dans le Tarn[25] ;

et une ZNIEFF de type 2, : 
la « montagne Noire (versant Nord) » (31 971 ha), couvrant 37 communes dont 14 dans l'Aude, deux dans la Haute-Garonne, trois dans l'Hérault et 18 dans le Tarn.

Carte des ZNIEFF de type 1 et 2 à Labruguière.
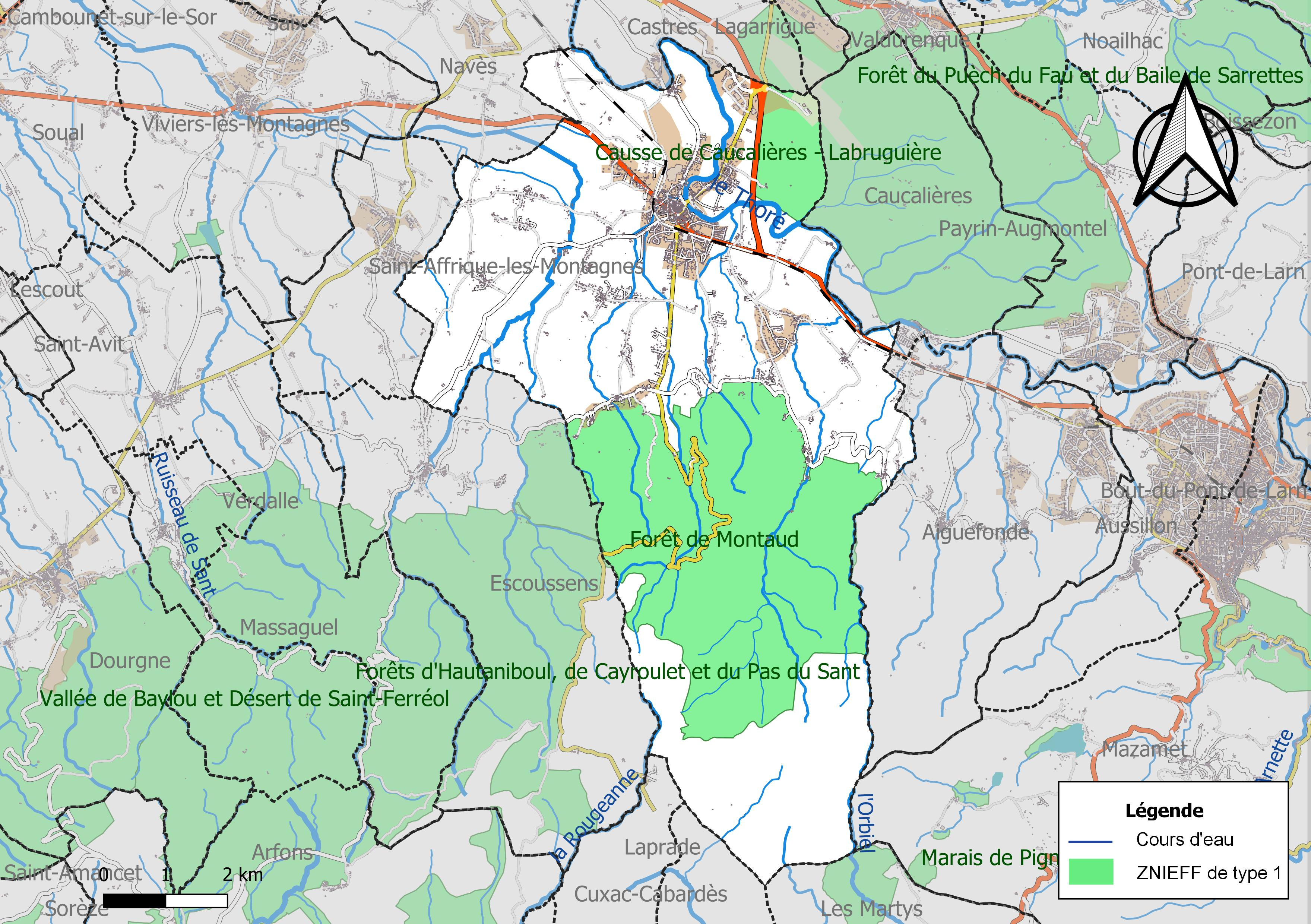
Carte des ZNIEFF de type 1 sur la commune.
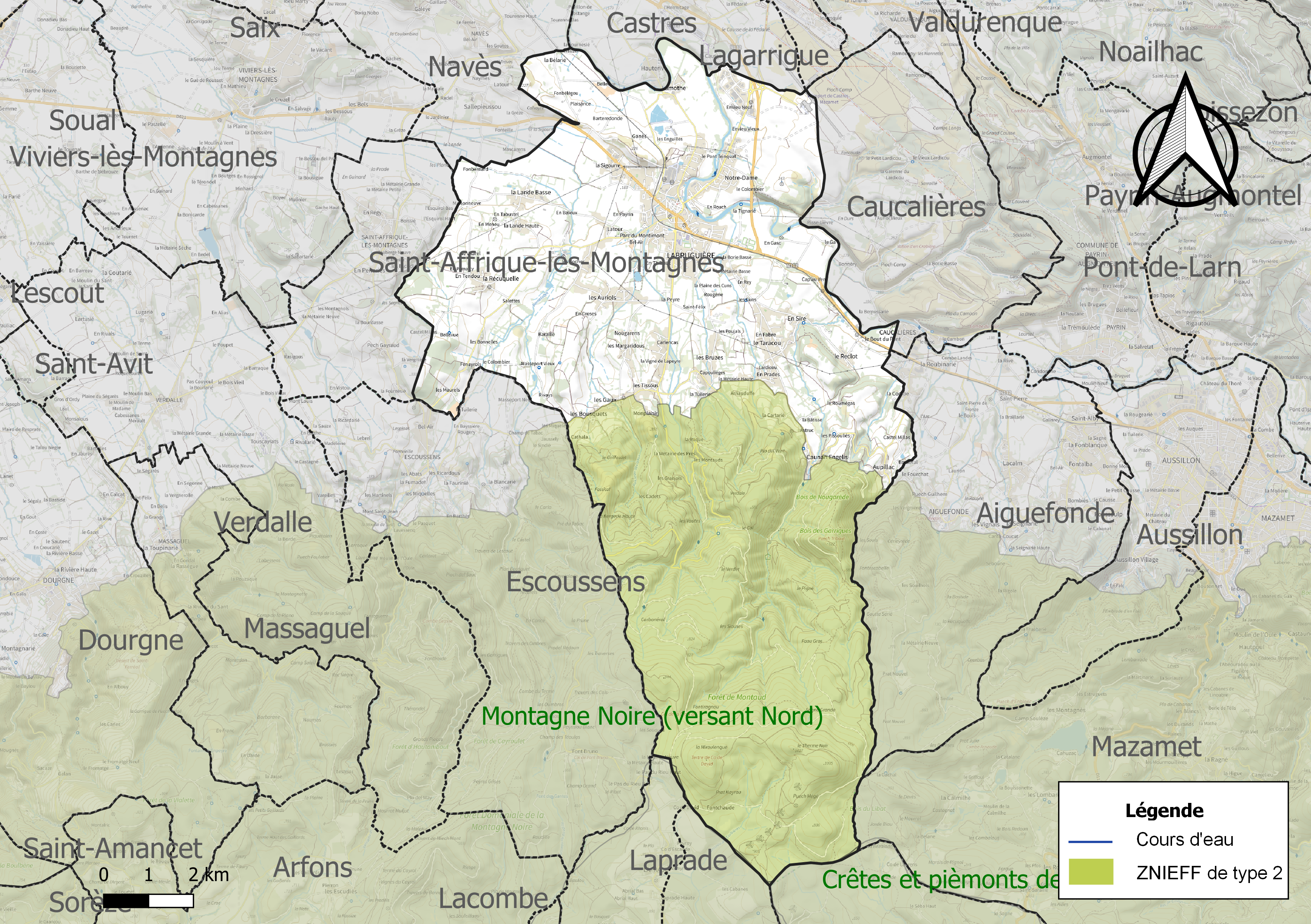
Carte de la ZNIEFF de type 2 sur la commune.

## Urbanisme

### Typologie
Au 1er janvier 2024, Labruguière est catégorisée bourg rural, selon la nouvelle grille communale de densité à sept niveaux définie par l'Insee en 2022.
Elle appartient à l'unité urbaine de Labruguière, une unité urbaine monocommunale constituant une ville isolée,. Par ailleurs la commune fait partie de l'aire d'attraction de Castres, dont elle est une commune de la couronne,. Cette aire, qui regroupe 55 communes, est catégorisée dans les aires de 50 000 à moins de 200 000 habitants,.

### Occupation des sols

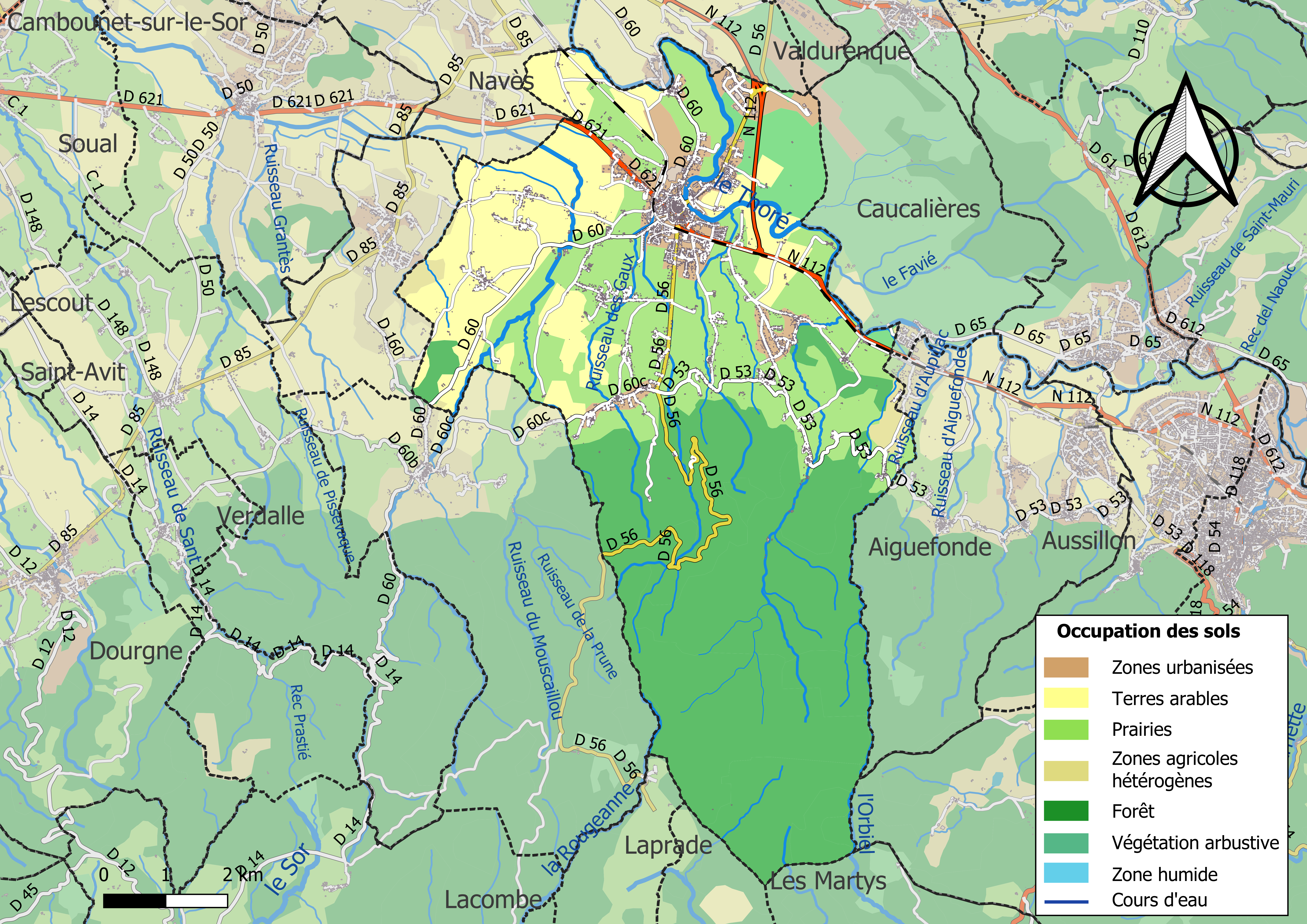
Carte des infrastructures et de l'occupation des sols de la commune en 2018 (CLC).

L'occupation des sols de la commune, telle qu'elle ressort de la base de données européenne d’occupation biophysique des sols Corine Land Cover (CLC), est marquée par l'importance des forêts et milieux semi-naturels (47,3 % en 2018), une proportion sensiblement équivalente à celle de 1990 (47,7 %). La répartition détaillée en 2018 est la suivante : 
forêts (43,8 %), prairies (24,6 %), terres arables (17,5 %), zones urbanisées (7,5 %), milieux à végétation arbustive et/ou herbacée (3,5 %), zones industrielles ou commerciales et réseaux de communication (1,9 %), zones agricoles hétérogènes (1,2 %). L'évolution de l’occupation des sols de la commune et de ses infrastructures peut être observée sur les différentes représentations cartographiques du territoire : la carte de Cassini (XVIIIe siècle), la carte d'état-major (1820-1866) et les cartes ou photos aériennes de l'IGN pour la période actuelle (1950 à aujourd'hui).

### Voies de communication et transports
La gare de Labruguière, située sur la commune, est desservie quotidiennement par des TER Occitanie effectuant des missions entre les gares de Toulouse-Matabiau et de Mazamet via Castres.
Labruguière est également desservie par une ligne régulière du réseau urbain Libellus : la ligne 10 la relie au centre de Castres et à Mazamet. Des lignes régulières du réseau régional liO la desservent également : la ligne 753 la relie à Castres et à Béziers (prolongée jusqu'à Valras-Plage en période estivale) ; la ligne 768 la relie à Mazamet et à Sémalens.
L' Aéroport de Castres-Mazamet est en partie situé sur le territoire de la commune.

### Risques majeurs
Le territoire de la commune de Labruguière est vulnérable à différents aléas naturels : météorologiques (tempête, orage, neige, grand froid, canicule ou sécheresse), inondations, feux de forêts, mouvements de terrains et séisme (sismicité très faible). Il est également exposé à deux risques technologiques, le transport de matières dangereuses et la rupture d'un barrage, et à un risque particulier : le risque de radon. Un site publié par le BRGM permet d'évaluer simplement et rapidement les risques d'un bien localisé soit par son adresse soit par le numéro de sa parcelle.

#### Risques naturels
La commune fait partie du territoire à risques importants d'inondation (TRI) de Castres-Mazamet, regroupant 10 communes concernées par un risque de débordement de l'Agout et du Thoré, un des 18 TRI qui ont été arrêtés fin 2012 sur le bassin Adour-Garonne. Les événements passés les plus significatifs sont les crues du 3 au 5 mars 1930 où l'Agout atteint un débit de 3 000 m3/s au niveau du pont du chemin de fer de la Crémade (aval de Castres), avec des pertes humaines et dégâts matériels importants, et la crue des 12 et 13 novembre 1999 où le Thoré a atteint un débit de 900 m3/s à Labruguière, avec 4 victimes. Des cartes des surfaces inondables ont été établies pour trois scénarios : fréquent (crue de temps de retour de 10 ans à 30 ans), moyen (temps de retour de 100 ans à 300 ans) et extrême (temps de retour de l'ordre de 1 000 ans, qui met en défaut tout système de protection). La commune a été reconnue en état de catastrophe naturelle au titre des dommages causés par les inondations et coulées de boue survenues en 1982, 1987, 1992, 1995, 1996, 1999, 2003, 2011, 2013, 2017 et 2020,.
Labruguière est exposée au risque de feu de forêt du fait de la présence sur son territoire. En 2022, il n'existe pas de Plan de Prévention des Risques incendie de forêt (PPRif). Le débroussaillement aux abords des maisons constitue l’une des meilleures protections pour les particuliers contre le feu,.

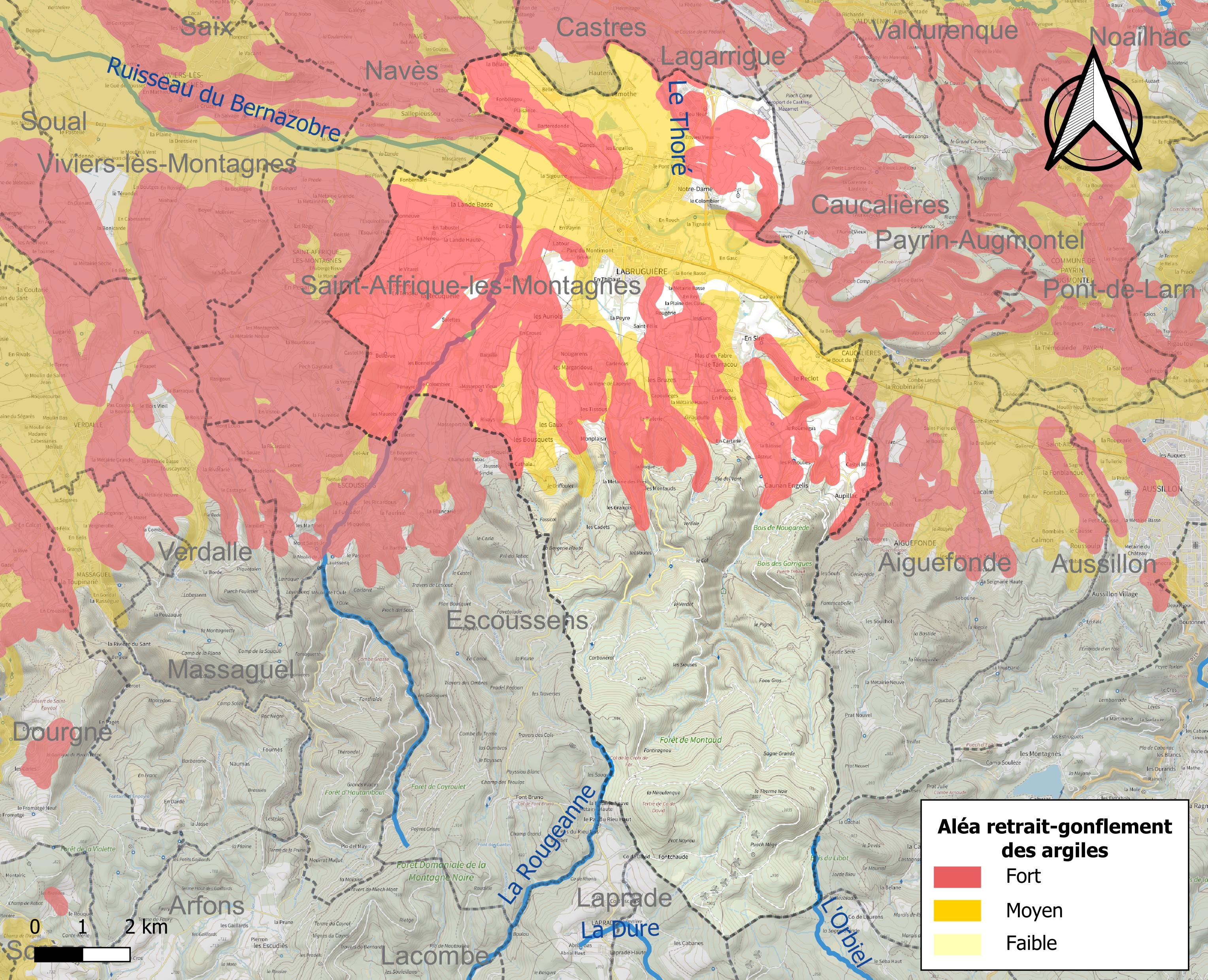
Carte des zones d'aléa retrait-gonflement des sols argileux de Labruguière.

La commune est vulnérable au risque de mouvements de terrains constitué principalement du retrait-gonflement des sols argileux. Cet aléa est susceptible d'engendrer des dommages importants aux bâtiments en cas d’alternance de périodes de sécheresse et de pluie. 54,3 % de la superficie communale est en aléa moyen ou fort (76,3 % au niveau départemental et 48,5 % au niveau national). Sur les 2 717 bâtiments dénombrés sur la commune en 2019, 2 389 sont en aléa moyen ou fort, soit 88 %, à comparer aux 90 % au niveau départemental et 54 % au niveau national. Une cartographie de l'exposition du territoire national au retrait gonflement des sols argileux est disponible sur le site du BRGM,.
Par ailleurs, afin de mieux appréhender le risque d’affaissement de terrain, l'inventaire national des cavités souterraines permet de localiser celles situées sur la commune.

#### Risques technologiques
Le risque de transport de matières dangereuses sur la commune est lié à sa traversée par des infrastructures routières ou ferroviaires importantes ou la présence d'une canalisation de transport d'hydrocarbures. Un accident se produisant sur de telles infrastructures est susceptible d’avoir des effets graves sur les biens, les personnes ou l'environnement, selon la nature du matériau transporté. Des dispositions d’urbanisme peuvent être préconisées en conséquence.
La commune est en outre située en aval d'un barrage de classe A. À ce titre elle est susceptible d’être touchée par l’onde de submersion consécutive à la rupture de cet ouvrage.

#### Risque particulier
Dans plusieurs parties du territoire national, le radon, accumulé dans certains logements ou autres locaux, peut constituer une source significative d’exposition de la population aux rayonnements ionisants. Certaines communes du département sont concernées par le risque radon à un niveau plus ou moins élevé. Selon la classification de 2018, la commune de Labruguière est classée en zone 3, à savoir zone à potentiel radon significatif.

## Histoire
Labruguière
Ville millénaire, au patrimoine surprenant par son organisation circulaire, fondée en 985, appelée autrefois « Brugeria » (pied de bruyère), Labruguière comporte un nombre important de maisons à pans-de-bois dans le centre ancien. Le développement de la ville se fait à partir du quartier constitué du château puis de l’église. L’emplacement du premier château médiéval correspond à l’angle de l’actuel hôtel de ville. Il ne reste aujourd’hui que sa porte en arc brisé à côté de l’église.

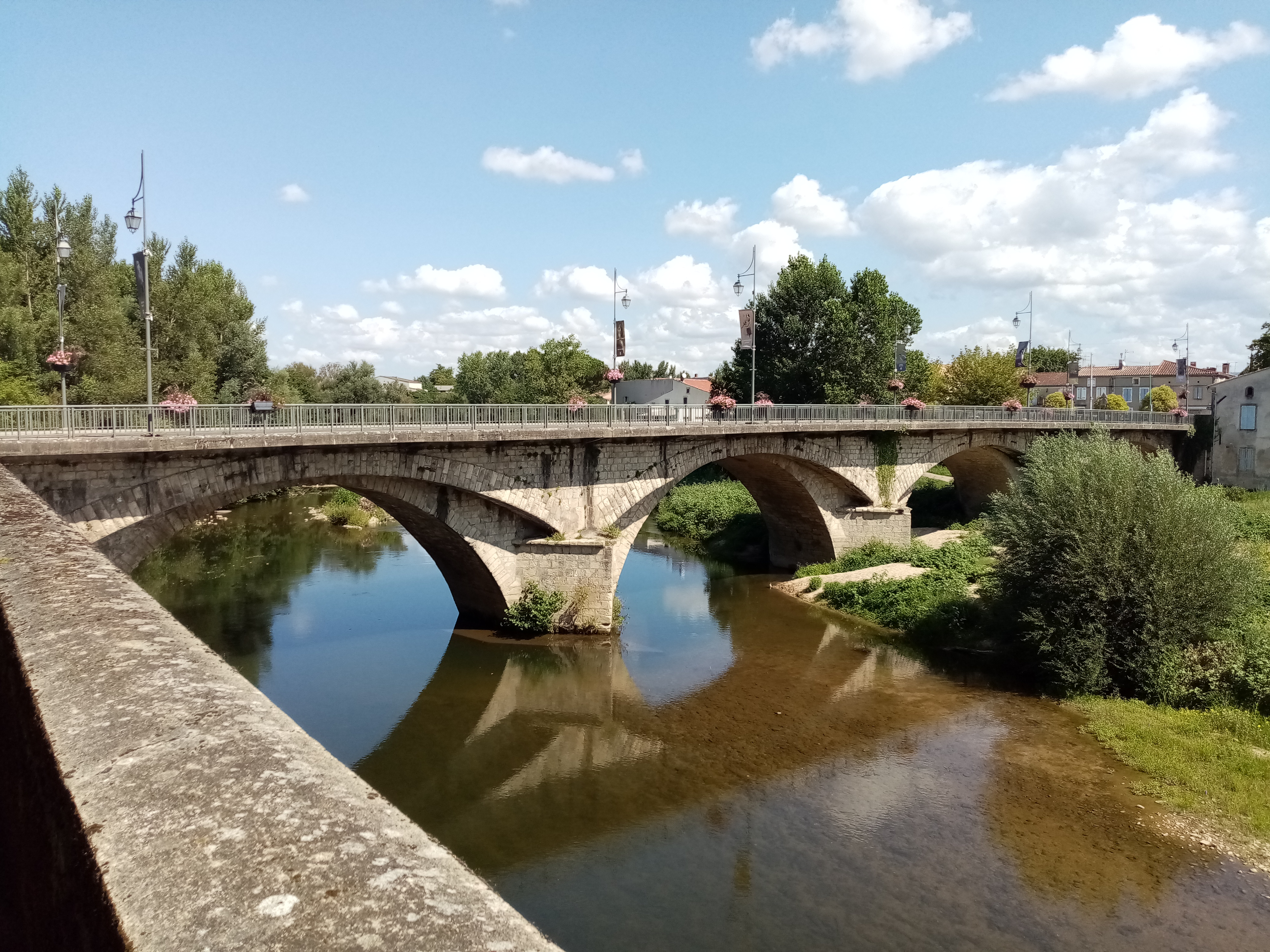
Pont médiéval fortifié enjambant le Thoré à l'entrée de Labruguière.

À partir de 1266, un bourg s’établit sur un plan circulaire à l’intérieur des murailles comprenant 3 portes : 
- la Porte du Barry qui était fortifiée avec deux piliers en pierre de taille, un pont levis et des fossés.
- la Porte de Carausse qui débouchait sur le pont de Carausse qui enjambait le ruisseau du Montimont.
- la Porte du Thoré, en forme d'ogive, donnant accès à la route de Castres. Le pont initial qui passe au-dessus du Thoré avait été construit en 1434.

Des îlots de maisons viennent se former à partir de l’axe majeur « Grand Rue » l’actuelle rue Jean-Jaurès. Les maisons reprennent pour la plupart des éléments stylistiques d’époque médiévale.
La prospérité que connut la ville au XIVe siècle permit la construction de l’église Saint-Thyrs. Son édification débuta en 1313. L’église Saint-Thyrs a été un prieuré de l’abbaye de Saint-Pons au Moyen Âge, ceci étant attesté au XIIIe siècle.
Labruguière se trouve désormais dans l'orbite urbaine des agglomérations de Mazamet et surtout de Castres, sous-préfecture du Tarn. Malgré des activités en crise pendant la fin du XXe siècle, la périurbanisation de ces deux agglomérations assure une stabilisation et une légère hausse de la population, visible actuellement par la construction de nombreux lotissements dans la commune.
Le 19 août 1944, la Résistance lance une attaque contre un train armé à Labruguière.
Hameau d'Aupillac
Aupillac est un hameau de la commune de Labruguière.
Situé à la limite de la commune d'Aiguefonde, il est essentiellement agricole. Traditionnellement, comme tous les villages au pied de la Montagne Noire, ses habitants étaient souvent tisserands pour des fabricants de draps de laine ou des bonnetiers.
Jusqu'au XVIIIe siècle, le ruisseau d'Aupillac actionnait un moulin foulon, aujourd'hui disparu.
Entre 1600 et 1750, deux familles protestantes se partageaient l'essentiel du terroir autour du village. Mathieu Bellesaigne membre de l'une d'elles, choisit de s'exiler en Irlande en 1751. Il était l'associé d'une manufacture de draps de Castres et de Saint-Alby.
L'autre famille était la famille Armengaud, aussi fabricants de draps, mais plus tournée dans leurs affaires vers la ville de Mazamet.
Au XIXe siècle, les Armengaud s'installèrent à Aiguefonde, puis à Mazamet. Parmi eux Elie Armengaud (1850-1923) était acheteur de laine à Buenos Aires entre 1880 et 1885. Son frère Félix Armengaud (1836-1908) fonda en 1886 l'usine de délainage du Pré-du-Pont dans la vallée de l'Arnette à Mazamet.
Hameau de La Récuquelle
La Récuquelle fut le siège d’une petite seigneurie appartenant à la famille Dalyères. En 1571, François Dalyères, seigneur de La Récuquelle et dernier homme de sa lignée, testa en faveur de sa femme qui conserva l’usufruit de ses biens, mais fit héritières ses sœurs, Germaine et Anne Dalyères. Germaine entrant dans les ordres, Anne apporta la terre de La Récuquelle à son mari, Pontus de Rozet, seigneur de Laprade.
Source : Émile Jolibois : Inventaire des archives départementales. Tarn. 1878. Pages 39–40

## Politique et administration

### Administration municipale
Le nombre d'habitants au recensement de 2011 étant compris entre 5 000 habitants et 9 999 habitants au dernier recensement, le nombre de membres du conseil municipal est de vingt neuf,.

### Liste des maires
| Période                                  | Période                               | Identité            | Étiquette | Qualité |
| ---------------------------------------- | ------------------------------------- | ------------------- | --------- | --- |
| 1945                                     | 1947                                  | Auguste Barthes     |           | |
| 1947                                     | 1949                                  | Paul Guillemet      |           | |
| 1949                                     | mai 1953                              | Léopold Bousquet    |           | |
| mai 1953                                 | mars 1977 (réélu en 1959, 1965, 1971) | Claude Simon        | DVD       | Industriel du textile Conseiller général du canton de Labruguière (1945 → 1967) |
| mars 1977                                | mars 1989                             | Michel Ser          | PS        | Médecin |
| mars 1989                                | juin 1995                             | Jacqueline Alquier  | PS        | Secrétaire comptable Députée de la 4e circonscription du Tarn (1988 → 1993) Conseillère générale du canton de Labruguière (1979 → 1998) Vice-présidente du conseil général du Tarn (1992 → 1998) |
| juin 1995                                | février 1998 (démission)              | Jean-Louis Cabanac  | DVD       | Chef d'entreprise |
| février 1998                             | mars 2008 (réélu en mars 2001)        | Jean-Louis Deljarry | DVD       | Ingénieur Vice-Président de la CA de Castres-Mazamet (1995 → 2008) |
| mars 2008                                | mars 2014                             | Richard Auriac      | PS        | Cadre La Poste |
| mars 2014                                | mai 2020                              | Jean-Louis Cabanac  | DVD       | Chef d'entreprise retraité Vice-Président de la CA de Castres-Mazamet (2014 → 2020) |
| mai 2020                                 | En cours                              | David Cucullières   | SE        | Avocat Vice-Président de la CA de Castres-Mazamet (2020 →) |
| Les données manquantes sont à compléter. |                                       |                     |           | |

## Population et société

### Démographie
L'évolution du nombre d'habitants est connue à travers les recensements de la population effectués dans la commune depuis 1793. Pour les communes de moins de 10 000 habitants, une enquête de recensement portant sur toute la population est réalisée tous les cinq ans, les populations de référence des années intermédiaires étant quant à elles estimées par interpolation ou extrapolation. Pour la commune, le premier recensement exhaustif entrant dans le cadre du nouveau dispositif a été réalisé en 2005.

En 2022, la commune comptait 6 567 habitants, en évolution de +0,67 % par rapport à 2016 (Tarn : +2,52 %, France hors Mayotte : +2,11 %).
| 1793  | 1800  | 1806  | 1831  | 1836  | 1841  | 1846  | 1851  | 1856  |
| ----- | ----- | ----- | ----- | ----- | ----- | ----- | ----- | ----- |
| 3 759 | 3 238 | 3 912 | 3 735 | 3 724 | 3 656 | 3 626 | 3 518 | 3 630 |

| 1861  | 1866  | 1872  | 1876  | 1881  | 1886  | 1891  | 1896  | 1901  |
| ----- | ----- | ----- | ----- | ----- | ----- | ----- | ----- | ----- |
| 3 600 | 3 581 | 3 598 | 3 740 | 3 466 | 3 520 | 3 450 | 3 255 | 3 133 |

| 1906  | 1911  | 1921  | 1926  | 1931  | 1936  | 1946  | 1954  | 1962  |
| ----- | ----- | ----- | ----- | ----- | ----- | ----- | ----- | ----- |
| 3 212 | 3 184 | 3 106 | 3 341 | 3 536 | 3 516 | 3 553 | 3 978 | 4 835 |

| 1968  | 1975  | 1982  | 1990  | 1999  | 2005  | 2006  | 2010  | 2015  |
| ----- | ----- | ----- | ----- | ----- | ----- | ----- | ----- | ----- |
| 5 333 | 5 468 | 5 541 | 5 486 | 5 488 | 5 773 | 5 834 | 6 231 | 6 514 |

| 2020  | 2022  | - | - | - | - | - | - | - |
| ----- | ----- | - | - | - | - | - | - | - |
| 6 510 | 6 567 | - | - | - | - | - | - | - |

| selon la population municipale des années : | 1968 | 1975 | 1982 | 1990 | 1999 | 2006 | 2009 | 2013 |
| Rang de la commune dans le département      | 10   | 10   | 10   | 10   | 10   | 11   | 11   | 10   |
| Nombre de communes du département           | 326  | 324  | 324  | 324  | 324  | 323  | 323  | 323  |

### Enseignement
Labruguière fait partie de l'académie de Toulouse.

### Santé
Maison de retraite type EHPAD, ambulances, médecins, infirmières, pharmacies,

### Activités sportives
Depuis le 1er octobre 2017, Labruguière est le siège de la Route du Sud, course cycliste disputée dans le sud-ouest de la France. Judo, pétanque, chasse

## Économie

### Revenus
En 2018, la commune compte 2 783 ménages fiscaux, regroupant 6 423 personnes. La médiane du revenu disponible par unité de consommation est de 19 990 € (20 400 € dans le département). 41 % des ménages fiscaux sont imposés (42,8 % dans le département).

### Emploi
|                | 2008  | 2013   | 2018  |
| -------------- | ----- | ------ | ----- |
| Commune        | 9,3 % | 11,5 % | 8,6 % |
| Département    | 8,2 % | 9,9 %  | 10 %  |
| France entière | 8,3 % | 10 %   | 10 %  |

En 2018, la population âgée de 15 à 64 ans s'élève à 3 657 personnes, parmi lesquelles on compte 77 % d'actifs (68,4 % ayant un emploi et 8,6 % de chômeurs) et 23 % d'inactifs,. En  2018, le taux de chômage communal (au sens du recensement) des 15-64 ans est inférieur à celui de la France et du département, alors qu'en 2008 la situation était inverse.
La commune fait partie de la couronne de l'aire d'attraction de Castres, du fait qu'au moins 15 % des actifs travaillent dans le pôle,. Elle compte 1 943 emplois en 2018, contre 2 022 en 2013 et 1 679 en 2008. Le nombre d'actifs ayant un emploi résidant dans la commune est de 2 534, soit un indicateur de concentration d'emploi de 76,7 % et un taux d'activité parmi les 15 ans ou plus de 53,9 %.
Sur ces 2 534 actifs de 15 ans ou plus ayant un emploi, 723 travaillent dans la commune, soit 29 % des habitants. Pour se rendre au travail, 90,4 % des habitants utilisent un véhicule personnel ou de fonction à quatre roues, 1,5 % les transports en commun, 4,5 % s'y rendent en deux-roues, à vélo ou à pied et 3,5 % n'ont pas besoin de transport (travail au domicile).

### Activités hors agriculture

#### Secteurs d'activités
468 établissements sont implantés  à Labruguière au 31 décembre 2019. Le tableau ci-dessous en détaille le nombre par secteur d'activité et compare les ratios avec ceux du département,.
| Secteur d'activité                                                                                        | Commune | Commune | Département |
| Secteur d'activité                                                                                        | Nombre  | %       | %           |
| --- | ------- | ------- | ----------- |
| Ensemble                                                                                                  | 468     | 100 %   | (100 %)     |
| Industrie manufacturière, industries extractives et autres                                                | 58      | 12,4 %  | (13 %)      |
| Construction                                                                                              | 76      | 16,2 %  | (12,5 %)    |
| Commerce de gros et de détail, transports, hébergement et restauration                                    | 117     | 25 %    | (26,7 %)    |
| Information et communication                                                                              | 10      | 2,1 %   | (2,1 %)     |
| Activités financières et d'assurance                                                                      | 19      | 4,1 %   | (3,3 %)     |
| Activités immobilières                                                                                    | 20      | 4,3 %   | (4,2 %)     |
| Activités spécialisées, scientifiques et techniques et activités de services administratifs et de soutien | 70      | 15 %    | (13,8 %)    |
| Administration publique, enseignement, santé humaine et action sociale                                    | 56      | 12 %    | (15,5 %)    |
| Autres activités de services                                                                              | 42      | 9 %     | (9 %)       |

Le secteur du commerce de gros et de détail, des transports, de l'hébergement et de la restauration est prépondérant sur la commune puisqu'il représente 25 % du nombre total d'établissements de la commune (117 sur les 468 entreprises implantées  à Labruguière), contre 26,7 % au niveau départemental.

#### Entreprises et commerces
Les cinq entreprises ayant leur siège social sur le territoire communal qui génèrent le plus de chiffre d'affaires en 2020 sont : 
- Les Fermiers Occitans, transformation et conservation de la viande de volaille (33 609 k€) ;
- Tarnaise Des Panneaux SAS, fabrication de placage et de panneaux de bois (25 911 k€) ;
- Waroude Automation SAS, travaux d'installation électrique dans tous locaux (7 593 k€) ;
- Thouy Administration, commerce de gros (commerce interentreprises) non spécialisé (7 172 k€) ;
- SGP Productions, commerce de gros (commerce interentreprises) d'habillement et de chaussures (6 365 k€).

Le causse, plateau calcaire, est constitué de garrigue et de prairies peu fertiles, propices à l'élevage ovin. Ces terres sont également utilisées par les militaires de Castres (8e RPIMA) pour l’entraînement. Le reste du territoire de la commune est constitué de terrains agricoles que la polyculture et l'élevage bovin se partagent.
L'artisanat ainsi que le commerce y sont bien représentés.

### Agriculture
La commune est étendue dans la Montagne Noire (la ville est au pied de la Montagne Noire), une petite région agricole située dans le sud du département du Tarn. En 2020, l'orientation technico-économique de l'agriculture  sur la commune est l'élevage bovin, orientation mixte lait et viande.
|               | 1988  | 2000  | 2010  | 2020  |
| ------------- | ----- | ----- | ----- | ----- |
| Exploitations | 124   | 47    | 25    | 23    |
| SAU (ha)      | 2 232 | 1 768 | 1 650 | 1 620 |

Le nombre d'exploitations agricoles en activité et ayant leur siège dans la commune est passé de 124 lors du recensement agricole de 1988  à 47 en 2000 puis à 25 en 2010 et enfin à 23 en 2020, soit une baisse de 81 % en 32 ans. Le même mouvement est observé à l'échelle du département qui a perdu pendant cette période 58 % de ses exploitations,. La surface agricole utilisée sur la commune a également diminué, passant de 2232 ha en 1988 à 1620 ha en 2020. Parallèlement la surface agricole utilisée moyenne par exploitation a augmenté, passant de 18 à 70 ha.

## Culture locale et patrimoine

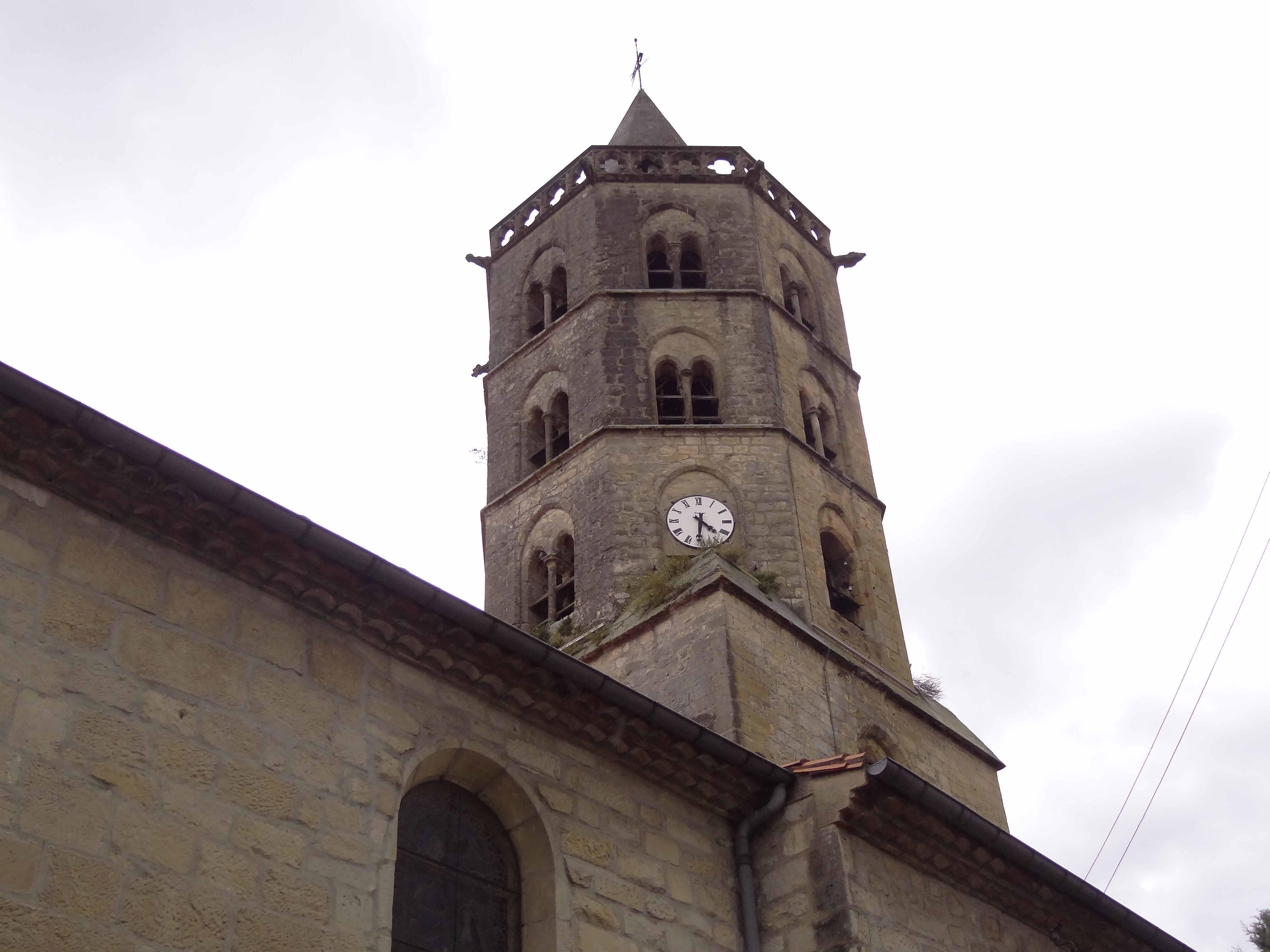
Clocher de l'église Saint-Thyrs

### Lieux et monuments
- L'église Saint-Thyrs de Labruguière, construite à partir de 1313. Fait rare, la pierre de fondation du clocher scellée dans une chapelle nous livre le nom du maître d’œuvre, Me Deta Delaura, qui édifia le clocher. Trois étages octogonaux reposent sur une tour carrée de 36 mètres de haut. Le clocher et le chœur ont été inscrits au titre des monuments historiques en 1927[59].
- Église Saint-Félix des Gaux.
- Chapelle Notre-Dame-de-Grâce de Labruguière.
- Chapelle Sainte-Cécile des Bonnelles.
- Église Saint-Hilaire du Taracou.
- Les portes permettant l’accès au centre-ville sont au nombre de trois. Il ne reste aujourd’hui que la porte du Barry, porte fortifiée avec deux piliers en pierre de taille. On peut imaginer les anciens fossés profonds et pourvus en eau avec un pont levis. Les fossés sont comblés en 1779[60]
- La Halle de Labruguière : c’est Pierre de Lautrec qui au XIIIe siècle accorde la construction « d’un local exempte de droits seigneuriaux pour en faire une place couverte ». La halle de cette époque faite de bois ne résista pas au temps et aux guerres. Celle que nous observons aujourd’hui date du XVIIe siècle. Elle abrite un corps de garde de 1789, une ancienne caserne.
- Le château actuel du XVIIe siècle construit par Louis de Cardaillac est une véritable forteresse de par son emplacement. Une tourelle d’angle en encorbellement occupe l’angle du corps de bâtiment principal, les corbeaux qui la soutiennent donnent lieu à un décor sculpté d’accompagnement.

### Centre culturel Le Rond Point
Le Centre culturel a été inauguré en 2012. Il abrite actuellement une salle de spectacle, une salle de cinéma, une médiathèque, l'Espace photographique Arthur Batut, une antenne du Conservatoire de musique et de danse du Tarn, ainsi que des salles de pratiques artistiques.
La salle de spectacle compte 187 places. La salle de cinéma compte, quant à elle, 167 places.

### Musée et Espace Photographique Arthur Batut
Le Musée et Espace Photographique Arthur Batut (qui a pour thème la photographie aérienne) a été inauguré en 1988, pour le centenaire de l’invention de l’aérophotographie par cerf-volant.
Né à Castres en 1846, Arthur Batut a travaillé pendant de nombreuses années sur la reconnaissance de l'identité par la photographie et sur le portrait-type, avant de réaliser les premières photos aériennes par cerf-volant.
Sa collection, riche de près de 5 000 plaques photographiques, a été léguée par sa famille à l'Association d'études et de recherches archéologiques et historiques, pour être mise en valeur et exposée à Labruguière. Prise en compte par le conseil général du Tarn, avec la tutelle des archives départementales, elle est devenue propriété publique.
L’Espace photographique Arthur Batut est aujourd’hui installé dans les locaux spacieux du Rond-Point, le centre culturel de Labruguière, et comporte plus de 10 000 pièces dont une importante collection de tirages d'artistes contemporains.
Depuis 1988, plusieurs grands noms de la photographie y ont exposé leurs œuvres, tels : Jean Dieuzaide, Robert Doisneau, Willy Ronis, Sabine Weiss, Marc Riboud, Florence Gruère, Yvette Troispoux, Marie-Laure de Decker, John Phillips, Roland Laboye ou Pierre de Fenoyl...
En reconnaissance de la qualité et de l’antériorité du travail d’Arthur Batut, cinq de ses photographies concernant le portrait-type ont été exposées au sein de l’exposition "Faking it  ou la photographie manipulée avant Photoshop", au Metropolitan Museum of Art  de New York, puis à Houston et à Washington, en 2012-2013.

### Personnalités liées à la commune
- Augustin-Paul Pous (1747 à Labruguière - 1816 à Mazamet) : religieux et homme politique.
- Arthur Batut (1846 à Castres -1918 à Labruguière) : père de la photographie aérienne par cerf-volant.
- Henry Simon (1874 à Labruguière - 1926 à Paris) : homme politique, homme d'Etat, notamment : ancien Ministre, ancien Député du Tarn, ancien Président du Conseil-Général (Conseil-Départemental) du Tarn.
- Pierre Maguelon (1933 à Labruguière - 2010 à Perpignan) : artiste, acteur de théâtre et de cinéma, né à Labruguière.
- Georges Polny, né le 3 février 1943 à Blan (Tarn), est un footballeur professionnel qui a été formé au club de l'US Labruguière, repéré par l'AS Saint-Étienne, ses qualités physiques et sa volonté de combattant sur le terrain ont fait de lui l'un des piliers de la défense stéphanoise dans les années 1960 à 1970. Il a notamment remporté cinq Championnats de France et deux Coupes de France avec les Verts, et dispute régulièrement des matchs de Coupe d'Europe des clubs champions. Il est ensuite devenu entraîneur.

### Héraldique
| Labruguière | Son blasonnement est : D'argent au chêne terrassé de sinople, chargé dans le feuillage de la lettre B capitale d'or. |